# Antoni Foks
Antoni Foks (ur. 13 czerwca 1943 w Kalenicach, zm. 11 września 2019 w Wałbrzychu) – polski polityk, poseł na Sejm PRL IX kadencji.

## Życiorys
Syn Józefa i Apolonii. W 1961 wstąpił do Polskiej Zjednoczonej Partii Robotniczej. Absolwent Politechniki Warszawskiej, w 1967 uzyskał tytuł magistra inżyniera mechanika. Pracował w Zakładach Mechaniczno-Precyzyjnych „Błonie” (1967–1968), następnie w Hucie „Karol” w Wałbrzychu, a potem był dyrektorem Przedsiębiorstwa Mechanizacji Rolnictwa w Wałbrzychu. Był sekretarzem ds. ekonomicznych tamtejszego Komitetu Miejskiego PZPR (od czerwca 1975 do grudnia 1977), a następnie (od stycznia 1978 do września 1979) zastępcą kierownika Wydziału Ekonomicznego Komitetu Wojewódzkiego PZPR w Wałbrzychu. W latach 1975–1978 był zastępcą przewodniczącego, a od 1980 przewodniczącym Miejskiej Rady Narodowej w Wałbrzychu. Zasiadał też w Radzie Miejskiej Patriotycznego Ruchu Odrodzenia Narodowego. W latach 1985–1989 pełnił mandat posła na Sejm PRL IX kadencji w okręgu Wałbrzych. Zasiadał w Komisji Nauki i Postępu Technicznego, Komisji Planu Gospodarczego, Budżetu i Finansów oraz w Komisji Nadzwyczajnej do rozpatrzenia projektu ustawy o mieniu komunalnym.
Pochowany na cmentarzu komunalnym w Szczawnie-Zdroju.

## Odznaczenia
- Srebrny Krzyż Zasługi
- Brązowy Krzyż Zasługi
- Krzyż „Za Zasługi dla ZHP”